# Patsy O’Hara

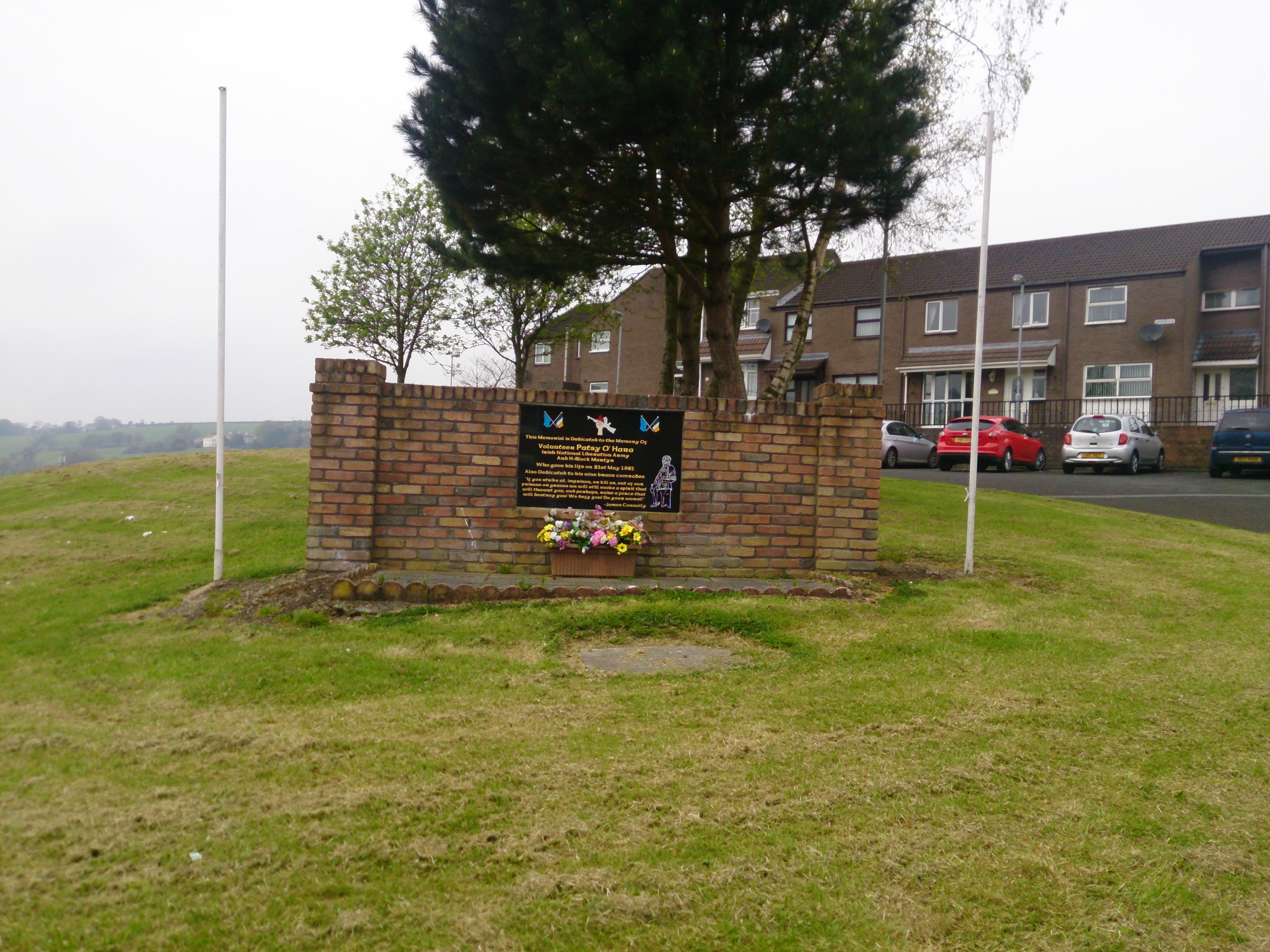

Patsy O’Hara (irisch Peatsaí Ó hEadhra; * 11. Juli 1957 in Derry, Nordirland; † 21. Mai 1981 im Maze Prison bei Lisburn) war ein Mitglied der INLA und Hungerstreikender.

## Leben
Seine Eltern besaßen eine kleine Gaststätte und ein Lebensmittelgeschäft, über dem die Familie wohnte. Sein ältester Bruder, Sean Seamus, war fast vier Jahre lang in Long Kesh interniert, ebenso war sein älterer Bruder Tony dort inhaftiert.
Im Jahre 1970 trat Patsy der Fianna Fáil bei, 1971 wurde er angeschossen, als er Barrikaden baute. 1975, rund drei Jahre nach den Vorkommnissen am Blutsonntag in seiner Heimatstadt, wurde O’Hara Mitglied der INLA. 1976 wurde er mit Micky Devin verhaftet und für vier Monate inhaftiert wegen eines Überfalls auf ein Waffengeschäft. Nach seiner Entlassung floh er nach Dublin und versteckte sich dort. Am 10. Mai 1978 wurde er wegen Plakatierens mit Stephen King verhaftet und nach 18 Stunden wieder entlassen. Am 14. Mai 1979 wurde Patsy verhaftet und im Januar 1980, nachdem er bereits mehrmals aufgrund seiner Aktivitäten in der INLA inhaftiert worden war, für den Besitz einer Handgranate zu acht Jahren Gefängnis verurteilt. Er verbüßte diese, wie auch Bobby Sands, im Maze Prison.
Im Gefängnis wurde er zum kommandierenden Offizier der INLA-Gefangenen in den H-Blöcken. Hier trat er am 22. März 1981 zusammen mit zahlreichen anderen Gefangenen in den Hungerstreik von 1981, in dessen Folge er 61 Tage später starb. Seine Schwester Elizabeth (Liz) O’Hara versuchte, durch Verhandlungen mit Charles Haughey ihn zu retten.
Die RAF benannte das Kommando, das 1985 MTU-Chef Ernst Zimmermann ermordete, nach O’Hara. Ebenfalls nach ihm benannte sich die Bielefelder Post-Hardcore-Band Patsy O’Hara.